# Sharon Gless
Sharon Marguerite Gless (n. Los Ángeles; 31 de mayo de 1943), es una actriz, diez  veces nominada y dos veces ganadora del Premio Primetime Emmy. También ganó en dos oportunidades del Premio Globo de Oro, de seis veces nominada. Todo esto gracias a la serie de televisión, Cagney & Lacey en la que conoció a su esposo Barney Rosenzweig con el que sigue casada. Apareció en otras series de televisión como: Burn Notice, The Trials of Rosie O'Neill, Switch, Queer as Folk y Nip/Tuck. 

## Primeros años
Nació en Los Ángeles, California, hija de Marjorie McCarthy y Dennis J. Gless. Su abuelo materno fue Neil McCarthy, un abogado de Los Ángeles. Queriendo ser actriz, buscó el consejo de su abuelo y le dijo, "Es un negocio sucio. Te quedas fuera de él." Pero unos años más tarde, cuando ella volvió a hablarle acerca de la actuación, él la animó y le dio dinero para clases de actuación.
Posteriormente, trabajó como secretaria para agencias de publicidad. Después de la decisión de ser actriz,  tomó clases y en 1974 firmó un contrato de 10 años con la Universal Studios.

## Carrera

### Televisión
Al principio de su carrera, apareció en numerosas series de televisión y películas para televisión, hasta que en 1982 se le ofreció el papel de Christine Cagney en la serie de televisión, Cagney & Lacey.
En 2016 interpretó a Chris MacNeil en la serie de televisión El Exorcista.

### Teatro
Hizo su debut teatral en el personaje de Lillian Hellman en Watch on the Rhine en Springfield, Massachusetts. Gless tiene una amplia experiencia en el escenario, incluyendo dos apariciones en el West End londinense, primero en 1993 con Bill Paterson, cuando se creó el papel de Annie Wilkes en la versión teatral de Misery, de Stephen King en el Teatro Criterion, y luego en 1996, donde apareció junto a Tom Conti en el Chapter Two, de Neil Simon, en el Teatro Gielgud. También apareció en un episodio de The Alan Titchmarsh Show.

## Filmografía (Selección)
| Año  | Título                                 | Personaje     | Notas     |
| ---- | -------------------------------------- | ------------- | --------- |
| 1978 | The Islander                           | Shauna Cooke  | Telefilme |
| 1978 | Alarma: Catástrofe aérea               | Lesley Fuller |           |
| 1980 | Los niños que sabían demasiado         | Karen Goldner | Telefilme |
| 1980 | La venganza de las mujeres de Stepford | Kaye Foster   | Telefilme |
| 1983 | Los jueces de la ley                   | Emily Hardin  |           |
| 1983 | El déspota                             | Maggie Hobson | Telefilme |
| 1985 | Letting Go                             | Kate          | Telefilme |

| Años      | Título         | Personaje        | Notas                                 |
| --------- | -------------- | ---------------- | ------------------------------------- |
| 1975–1978 | Switch         | Maggie Philbin   | 71 episodios                          |
| 1982–1988 | Cagney & Lacey | Christine Cagney | 119 episodios; protagonista principal |
| 2000–2005 | Queer as Folk  | Debbie Novotny   | 79 episodios                          |
| 2003–2010 | Nip/Tuck       | Colleen Rose     | 5 episodios                           |
| 2007–2013 | Burn Notice    | Madeline Westen  | 111 episodios                         |
| 2016–2018 | El exorcista   | Chris McNeil     | 4 episodios                           |